# Ferrovia rapida Semboku
La Ferrovia rapida Semboku (泉北高速鉄道?, Senboku Kōsoku Tetsudō), comunemente nota come Semboku, è una compagnia ferroviaria privata che gestisce attività ferroviarie e logistiche nella prefettura di Osaka. La sede centrale è nella città di Izumi, prefettura di Osaka (all'interno dell'edificio della stazione di Izumi-Chūō).

## Storia
La società è stata fondata il 24 dicembre 1965 con il nome di "Ōsaka Prefectural Urban Development Co., Ltd." (大阪府都市開発株式会社?, Ōsaka-fu Toshi Kaihatsu Kabushiki Gaisha) per gestire una linea ferroviaria dalla stazione di Nakamozu alla stazione di Izumi-Chūō, l'attuale linea ferroviaria rapida Senboku.
Il 1° luglio 2014, la quota della società posseduta dal governo prefettizio è stata trasferita alla Ferrovia elettrica Nankai e la società è entrata a far parte del Gruppo Nankai.
Il 20 dicembre 2023, la Ferrovia elettrica Nankai e la Ferrovia rapida Semboku hanno annunciato di aver raggiunto un accordo di base per una fusione aziendale all'inizio del 2025, il 1º aprile 2025, la Nankai assorbirà la Senboku.

## Linee ferroviarie
La società gestisce una sola linea ferroviaria.
- Linea ferroviaria rapida Senboku (泉北高速鉄道線?): Nakamozu - Izumi-Chūō (14,3 km, 6 stazioni)

## Materiale rotabile

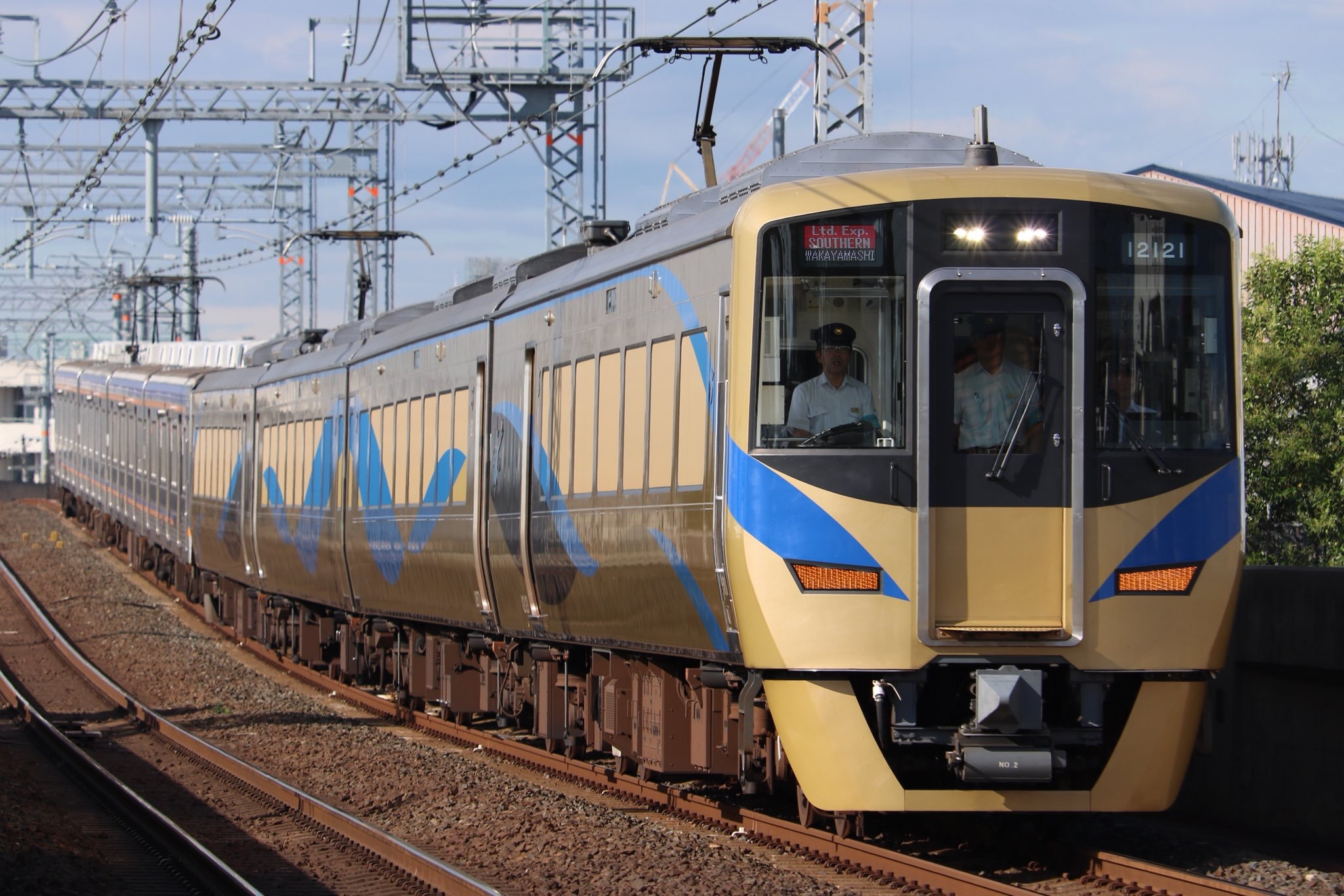
Serie 12000
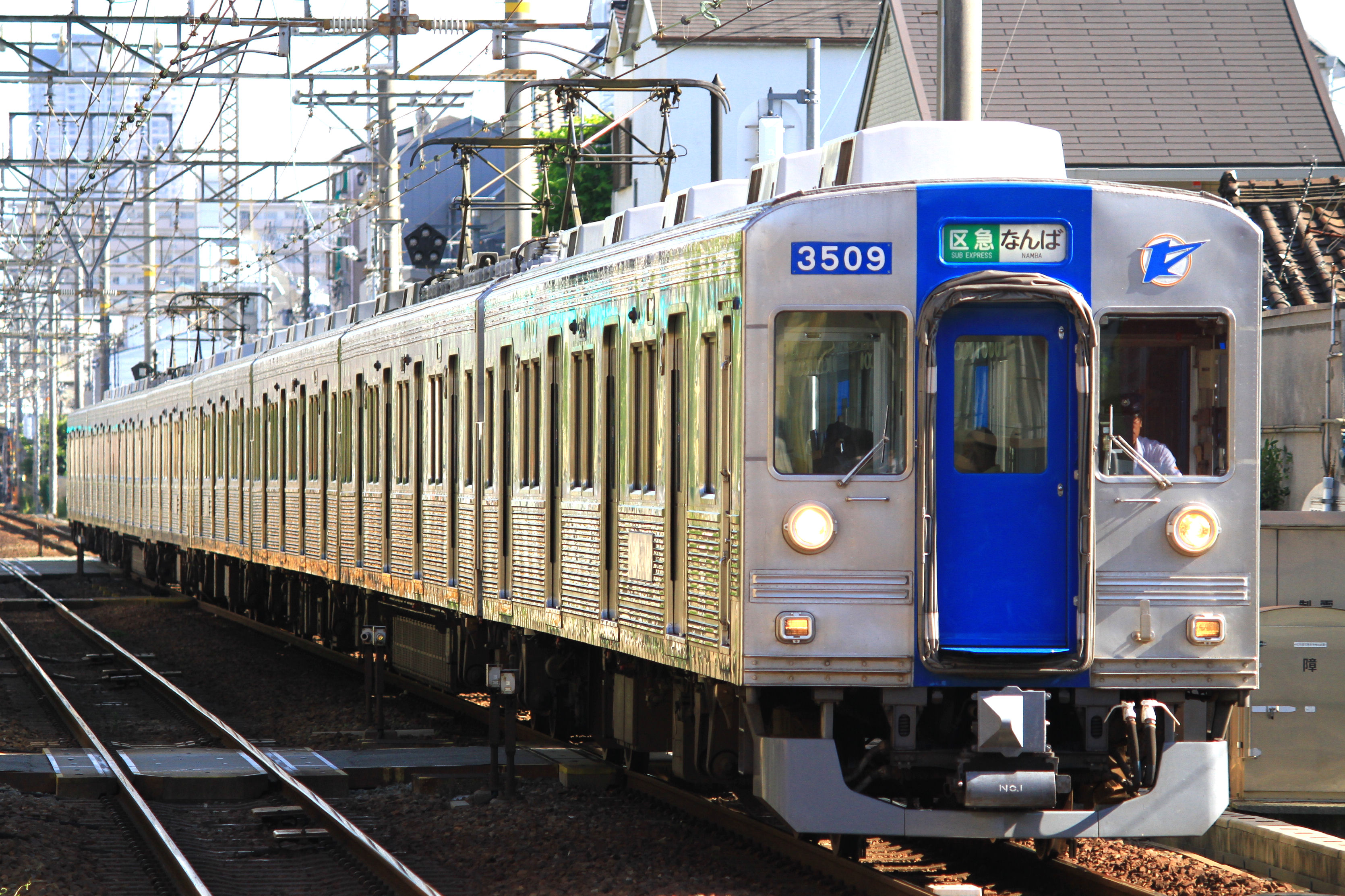
Serie 3000
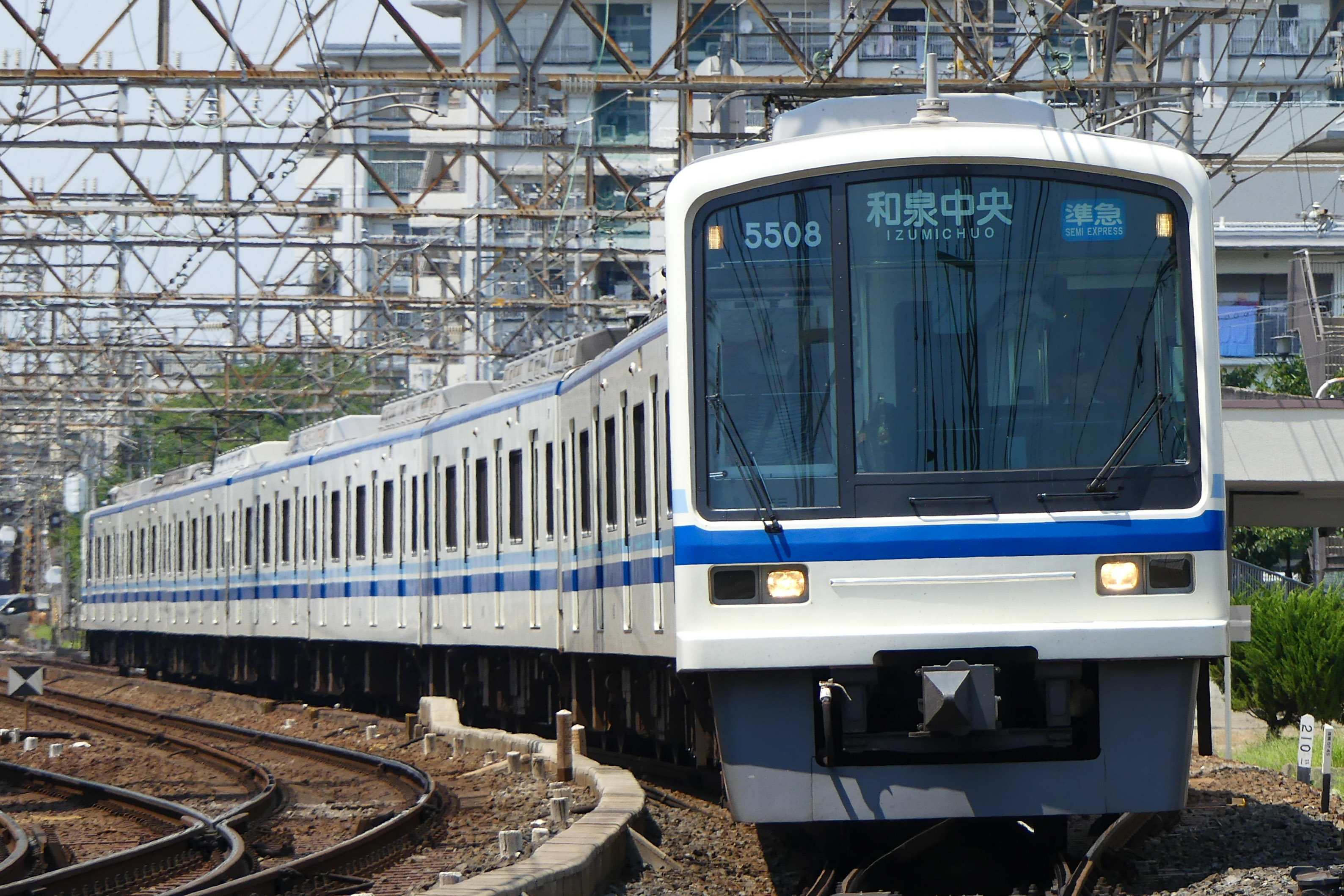
Serie 5000
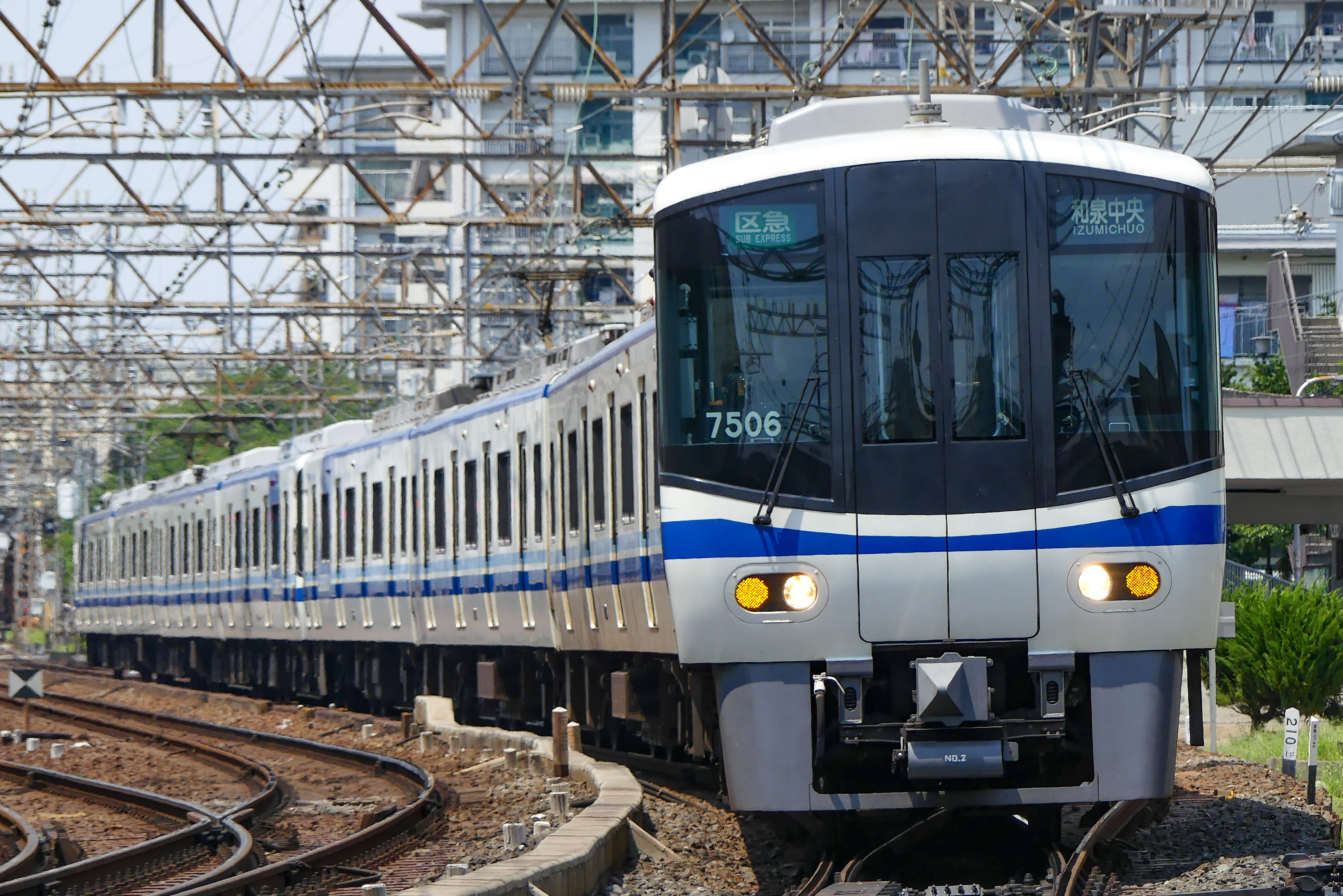
Serie 7000
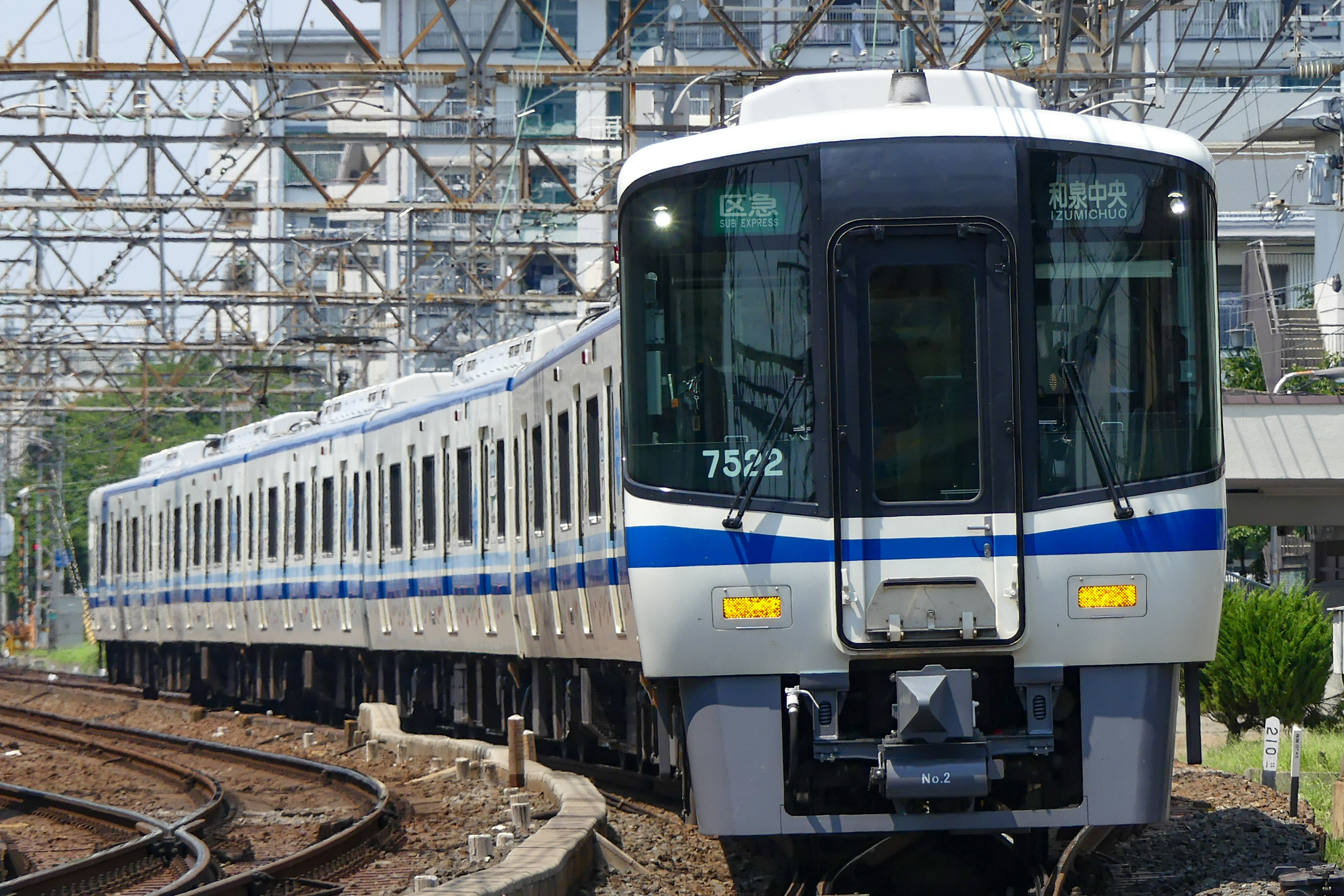
Serie 7020
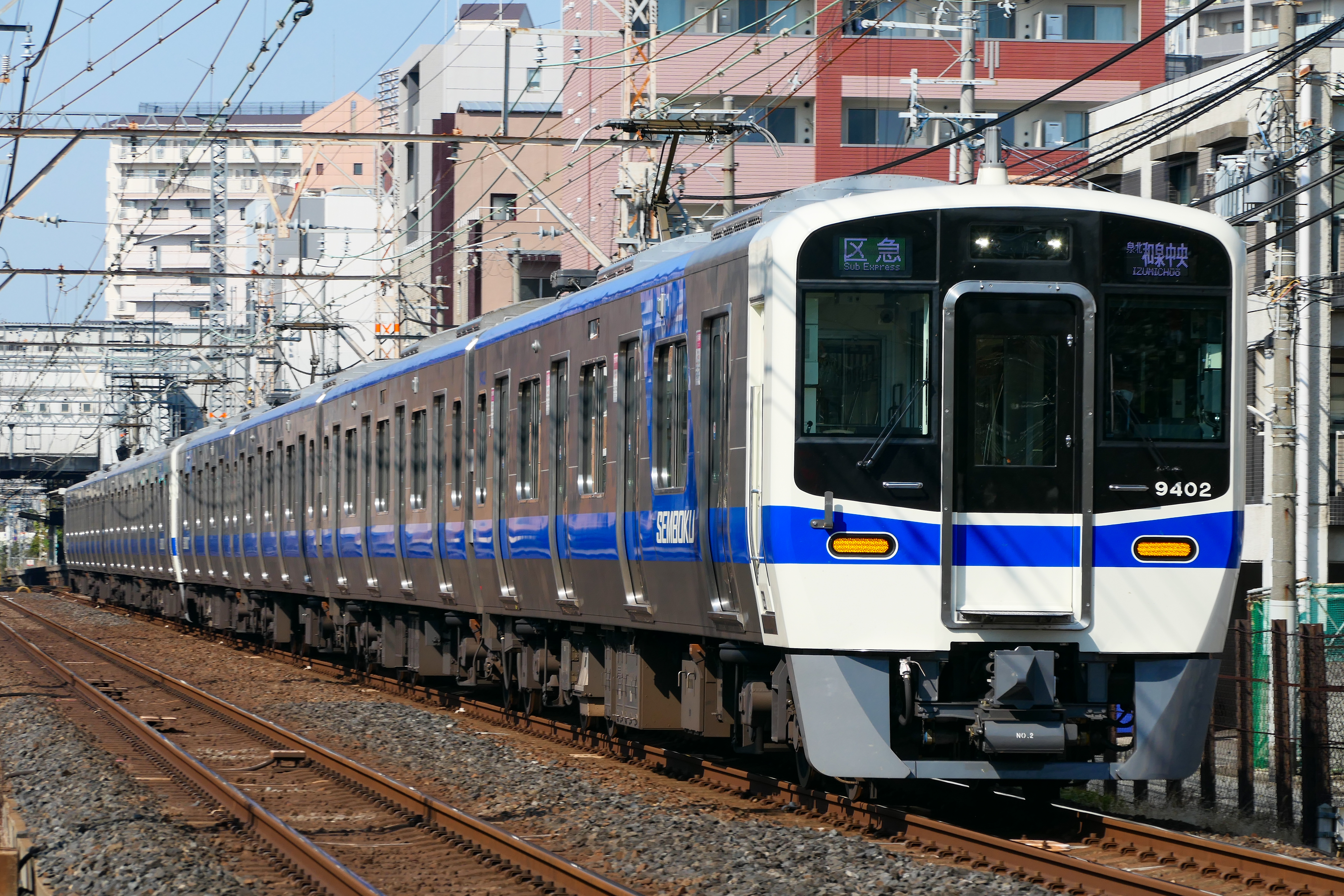
Serie 9300

- Serie 12000
- Serie 3000
- Serie 5000
- Serie 7000
- Serie 7020
- Serie 9300